# Emilie Lafont
Emilie Lafont (ur. 22 grudnia 1986) – francuska judoczka. Startowała w Pucharze Świata w latach 2005-2010 i 2012. Złota medalistka mistrzostw Europy w drużynie w 2004. Trzecia na akademickich MŚ w 2004. Wygrała igrzyska frankofońskie w 2005. Trzecia na ME U-23 w 2006 i na MŚ juniorów w 2004. Mistrzyni Francji w 2003 i 2004 roku.